# Завод суперфосфату в Удайпурі (BIL)
Завод суперфосфату в Удайпурі (BIL) – підприємство у штаті Раджастхан, яке належить компанії Bohra Industries Limited (BIL).
Поблизу Удайпуру діє гірничозбагачувальний комбінат Дхамаркотра, який є єдиним великим індійським виробником фосфоритного концентрату. Використання останнього організували у розташованій за кілька кілометрів індустріальній зоні, де діє кілька заводів з виробництва добрив. Одним з них є підприємство Bohra Industries Limited, яке стало до ладу в 2000 році. 
Первісно завод мав продуктивність на рівні 120 тисяч тон суперфосфату на рік, проте в подальшому цей показник зріс до 300 тисяч тон, з яких 200 тисяч тон припадають на порошковий та 100 тисяч тон на гранульований суперфосфат. Також завод може здійснювати змішування добрив із випуском комплексного азотно-фосфорно-калійного добрива (NPK) в обсягах до 100 тисяч тон на рік.
Цільовий продукт отримують обробкою фосфоритного концентрату сульфатною кислотою. Сама BIL сульфатну кислоту не виробляє, проте можливо відзначити, що на сході Раджастхану діють кілька цинкоплавильних заводів компанії Hindustan Zinc, які є великими продуцентами цієї сполуки (зокрема, цинковий завод у Дебарі розташований менш ніж за десяток кілометрів від майданчику BIL).